# Kunihico Hashimoto
Kunihico Hashimoto (født 14. september 1904 i Tokyo, død 6. maj 1949 i Kamakura, Japan) var en japansk komponist, lærer, professor, violinist og dirigent.
Hashimoto studerede violin og direktion på Tokyo School of Music, og var som komponist i store træk selvlært, med undtagelse af senere studier på skolen. Han tog senere til Wien, hvor han studerede komposition hos Egon Wellesz, og hos hvem han blev introduceret til Alban Berg, Wilhelm Furtwängler og Bruno Walter.
Hashimoto studerede senere i sin karriere kortvarigt hos Arnold Schönberg i Los Angeles. Han var som komponist senromantiker.
Han har skrevet 2 symfonier, orkesterværker, kammermusik, korværker, balletmusik, sange, instrumentalværker for mange instrumenter etc.
Hashimoto blev en vigtig lærer og senere professor i komposition på Tokyo School of Music, hvor han underviste senere generationer af japanske komponister såsom Yasushi Akutagawa, Ikuma Dan, Akio Yashiro og Toshiro Mayuzumi.

## Udvalgte værker
- Symfoni nr. 1 (1940)  - for orkester
- Symfoni nr. 2 (1947)  - for orkester
- "Yoshida Palads" (1931)  - for orkester
- "Tre karakteristiske danse" (1927)  - for strygeorkester.